# Charles Loyseau
Charles Loyseau (Nogent-le-Roi, 1566 – Parigi, 27 ottobre 1627) è stato un giurista francese.

## Biografia
Era figlio di Renaud Loyseau, famoso giureconsulto e uomo di fiducia di Diana di Poitiers e di suo genero Claudio di Guisa-Aumale.  Come il padre fu avvocato al Parlamento di Parigi. Sei anni dopo, fu nominato lieutenant particulier di Sens. Poco dopo divenne ufficiale giudiziario di Châteaudun e mantenne la carica per dieci anni. Successivamente riprese la professione di avvocato, che conservò fino alla morte, il 27 ottobre 1627. Fu autore di numerose opere giuridiche.

## Opere
- (FR) Charles Loyseau, Traité de la garantie des rentes, Parigi, Pierre Mettayer, 1595, bnf:30840629 .
- (FR)  Discours de l'abus des justices de village et Suitte (sic) du Discours de l'abus des justices de village (Parigi, Abel L'Angelier, 1603/1604).
- (FR) Charles Loyseau, Traité des seigneuries, Parigi, Abel L'Angelier, 1608.
- (FR) Charles Loyseau, Traité des ordres et simples dignitez, Parigi, Abel L'Angelier, 1610, OCLC 156040742, bnf:30840632 .
- (FR) Charles Loyseau, Les œuvres de maistre Charles Loyseau, avocat en parlement contenant les cinq livres du droit des offices, les traitez des seigneuries, des ordres & simples dignitez, du déguerpissement & délaissement par hypotheque, de la garantie des rentes, & des abus des justices de village, Lione, Compagnie des libraires, 1701, OCLC 1011910184, bnf:30840623 .
- (EN) Charles Loyseau, A treatise of orders and plain dignities, traduzione di Howell A. Lloyd, Cambridge, Cambridge University Press, 1994, ISBN 978-0-521-45624-1.